# Vietnamesische Badmintonmeisterschaft 2017
Die Vietnamesische Badmintonmeisterschaft 2017 fand vom 7. bis zum 14. Mai 2017 im Đồng Nai Sporttrainings- und Wettkampfzentrum (TDTT) in Biên Hòa statt. Đỗ Tuấn Đức und Phạm Hồng Nam gewannen im Finale des Herrendoppels mit einem knappen 2:1-Sieg über Nguyen Hoang Anh und Tran Quoc Viet.

## Titelträger
| Disziplin    | Sieger                      |
| ------------ | --------------------------- |
| Herreneinzel | Nguyễn Tiến Minh            |
| Dameneinzel  | Vũ Thị Trang                |
| Herrendoppel | Đỗ Tuấn Đức Phạm Hồng Nam   |
| Damendoppel  | Nguyễn Thị Sen Vũ Thị Trang |
| Mixed        | Đỗ Tuấn Đức Phạm Như Thảo   |